# Susan Quaggin
Susan E. Quaggin est une néphrologue canadienne. Elle est professeur de médecine Charles Horace Mayo à la École de médecine Feinberg (en) de l'université Northwestern, directrice de l'institut de recherche cardiovasculaire Feinberg, ancienne chef de la division de néphrologie, aujourd'hui présidente du département de médecine.

## Jeunesse et éducation
Quaggin a fréquenté Branksome Hall (en), où elle a rencontré son futur mari Kevin Smith qui a fréquenté le Collège Royal St. George (en). Elle a fréquenté la Faculté de médecine de l'Université de Toronto (en), où elle a reçu le prix Carl W. Gottschalk Research Scholar Award de l' Société américaine de néphrologie (en), et a effectué son stage postdoctoral à la École de médecine de Yale (en). En 1997, Quaggin est retourné à Toronto pour étudier la biologie du développement avec Janet Rossant à l'Institut Lunenfeld de l'hôpital Mount Sinai. C'est au cours de ses recherches en laboratoire avec Rossant qu'elle a découvert un gène essentiel au développement des reins, du cœur et des poumons. En 2000, Quaggin et son équipe de recherche clonaient des souris dépourvues de ce gène vital afin d’étudier leurs reins. L'année suivante, elle a reçu le prix Joe Doupe du jeune chercheur.

## Carrière
Quaggin a accepté un poste de professeur à l'Université de Toronto, où elle a passé 13 ans en tant que scientifique principale à l'Institut de recherche Samuel Lunenfeld, néphrologue à l'hôpital St. Michael et professeur Gabor-Zellerman en médecine rénale. En 2006, elle a été nommée titulaire d’une chaire de recherche du Canada de niveau 2 en biologie vasculaire, qui lui a accordé 500 000 $ sur 5 ans. Deux ans plus tard, Quaggin et Laura Barison ont découvert que les inhibiteurs du VEGF, un anticorps utilisé pour traiter de nombreuses formes de cancer, provoquaient une insuffisance rénale. Elle a également été élue présidente des comités de sélection des résumés pour les maladies glomérulaires de l' Société américaine de néphrologie (en). L'année suivante, Quaggin a reçu la médaille KFOC 2009 pour l'excellence en recherche de la Fondation canadienne du rein (en).
En 2011, Quaggin a été nommé titulaire de la chaire Gabor-Zellerman en recherche rénale au département de médecine de l'Université de Toronto, et rédacteur en chef adjoint du Journal de la Société américaine de néphrologie (en). Quaggin a également co-publié une étude dans la revue Cell concernant les effets du VEGF sur le rein, notamment son impact sur les thérapies et les traitements médicamenteux. En 2012, Quaggin a été encouragé à rejoindre la faculté de l'Université Northwestern par Eric G. Neilson. Elle a finalement été nommée professeur de médecine Charles Horace Mayo à la faculté de médecine Feinberg de l'université Northwestern, et directrice de l'institut de recherche cardiovasculaire Feinberg et chef de la division de néphrologie.
À la faculté de médecine Feinberg de l'université Northwestern, Quaggin et Amani Fawzi ont découvert une cause du glaucome chez les animaux et ont commencé à développer un collyre visant à guérir la maladie. En collaboration avec son doctorant Ben Thomson, Quaggin a développé l'un des premiers modèles d'animaux atteints de glaucome. En mai 2013, elle a été élue à l' Association des médecins américains (en). Elle a également reçu le prix Alfred Newton Richards pour la recherche scientifique fondamentale dans le domaine, décerné par la Société internationale de néphrologie. Finalement, Q BioMed Inc. a obtenu les droits d'acquisition de Mannin Research Inc., qui développait les gouttes ophtalmiques.
En 2015, elle a été nommée conseillère de l'American Society of Nephrology jusqu'en 2022, a siégé à leur conseil de politique publique et à leur conseil de développement sanguin et lymphatique du rein. En 2019, elle a été élue à l'Académie nationale de médecine.
En 2023, elle est devenue la première femme présidente du département de médecine de la faculté de médecine Feinberg de l'université Northwestern.